# Jadwiga Daszyńska-Daszkiewicz
Jadwiga Daszyńska-Daszkiewicz – polska astronomka, astrofizyczka, profesor nauk fizycznych.

## Życiorys
Stopień doktora nauk fizycznych uzyskała w 2001 roku na Uniwersytecie Wrocławskim, na podstawie pracy pt. Obserwable nieadiabatyczne gwiazd pulsujących wczesnych typów widmowych. Habilitowała się tamże w dziedzinie nauk fizycznych i astronomii w 2008 roku. Uzyskała tytuł profesora nauk fizycznych w 2015 roku. Od 2001 roku pracuje na Uniwersytecie Wrocławskim w Zakładzie Astrofizyki i Astronomii Klasycznej Instytutu Astronomicznego.  
Należy do Międzynarodowej Unii Astronomicznej. Jest członkinią Komisji Astronomicznej Polskiej Akademii Nauk. 
Popularyzowała naukę m.in. w telewizji Styk. 

## Dorobek naukowy
Jej zainteresowania badawcze to m.in. asterosejsmologia, ewolucja gwiazd, rotacja gwiazd.
Publikowała artykuły naukowe m.in. w czasopismach „Monthly Notices of the Royal Astronomical Society”, „Astronomische Nachrichten”, „Astrophysics and Space Science Proceedings”.